# Digital Audio Tape

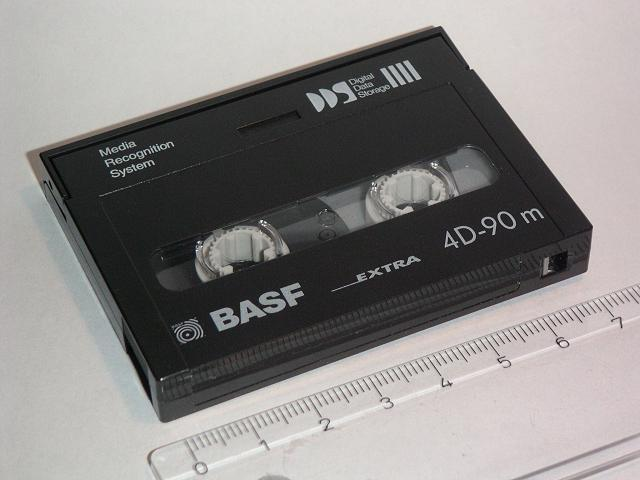
DAT-Kassette mit Maßstab zur Größeneinordnung

Das Digital Audio Tape (DAT) ist ein digitales Audio-Magnetband (Tonband) für entsprechende Audiorekorder. Das Aufzeichnungsformat und die Tonqualität entsprechen im Wesentlichen denen der Audio-CD und gehen bei manchen Geräten deutlich darüber hinaus. Die ersten Geräte erschienen in den späten 1980er Jahren. Die Technik war als Nachfolger der weit verbreiteten Audiokassette vorgesehen, konnte sich auf dem Massenmarkt jedoch nicht durchsetzen. Sie hat heute nur noch in professionellen Nischenanwendungen Bedeutung, etwa in Tonstudios.

## Technik

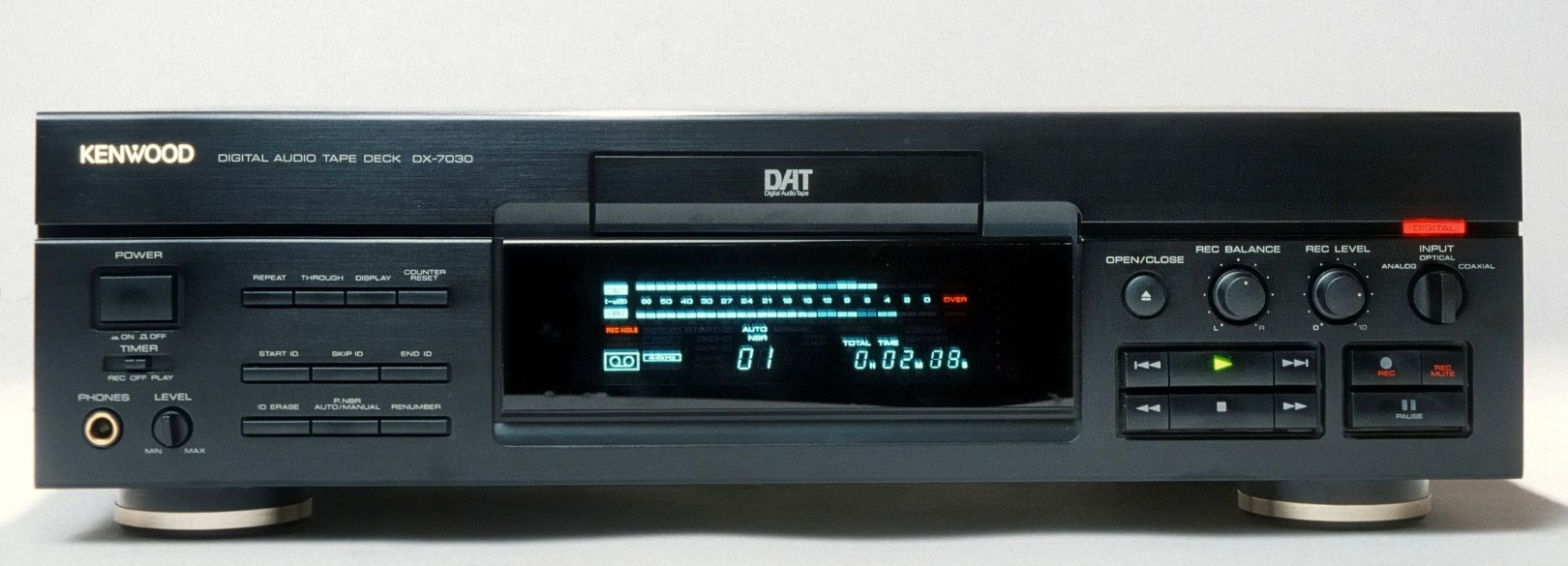
DAT-Recorder

Die Speicherung der Informationen erfolgt auf einem Magnetband. Qualität und Komfort sind jedoch gegenüber analogen Kassettenrekordern aufgrund der digitalen Aufzeichnung deutlich erhöht. Mit einer Abtastrate von bis zu 96 kHz und einer Auflösung von maximal 24 Bit ist das Klangpotenzial höher als das der Audio-CD; dies war jedoch nicht in allen Geräten verfügbar. Am meisten verwendet wurde das zur Audio-CD äquivalente Format mit 44,1 kHz Abtastrate und 16 Bit.
Der R-DAT-Rekorder (R für rotary head, rotierender Kopf) verwendet wie das vom Grundaufbau ähnliche VHS-Videoverfahren ein Azimut-Aufzeichnungsverfahren. Beide Köpfe haben 20° Schräglage. Das Band des R-DAT ist ein datendichtes Metallpulverband. Auf ihm werden zusätzlich zum Audiosignal auch noch Subcodes aufgezeichnet, die herstellerspezifische Codes (z. B. Aufzeichnungsdatum) oder Angaben zu einzelnen Tracks (z. B. Songtitel, Interpret) enthalten können. Ein Track auf einem DAT-Band kann ähnlich wie bei der Audio-CD über die Startmarkierungen auch im schnellen Suchlauf zuverlässig gefunden werden. Weiterhin lassen sich Sprung- und Endmarken setzen, um bestimmte Teile einer Aufnahme einfach überspringen zu können oder das Bandende „vorzuverlegen“.

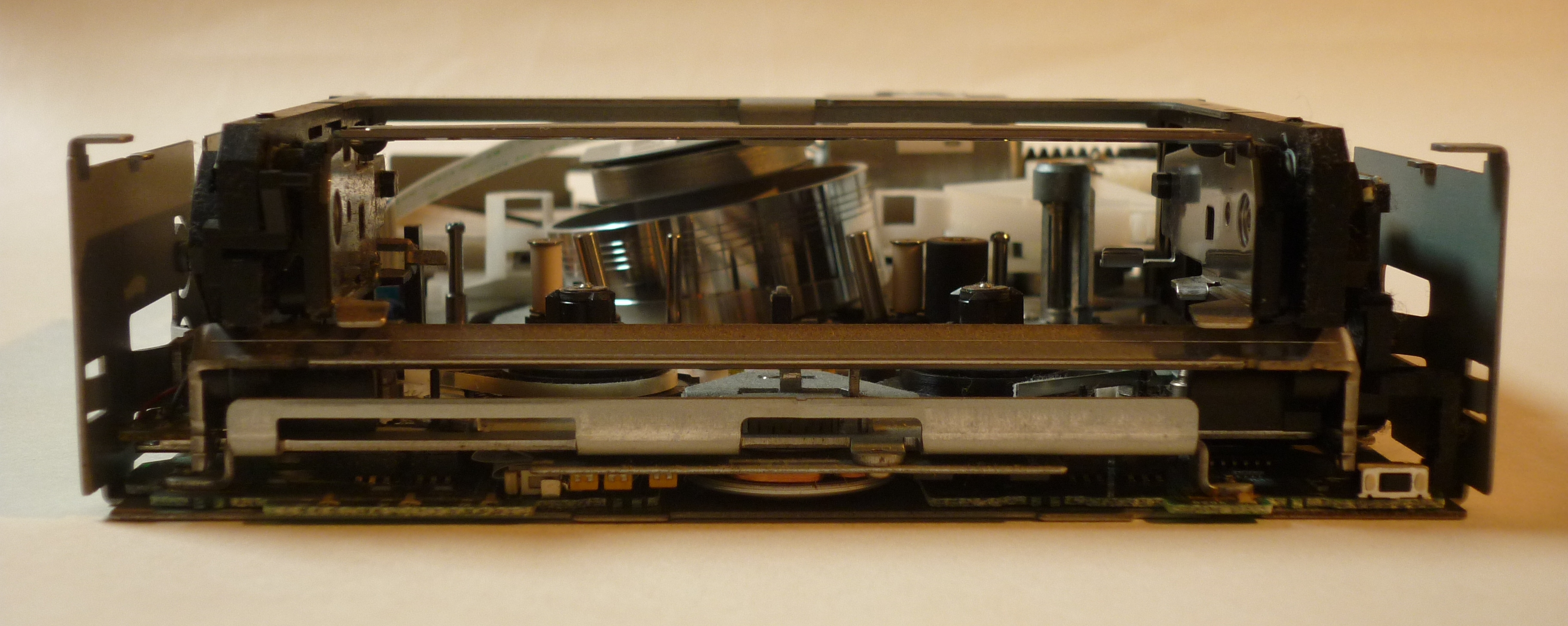
Schräg montierte Kopftrommel, Bildmitte

Das Band ist in seiner Kassette (73 mm × 54 mm) gut geschützt. Wie beim Videorecorder wird es von der Mechanik aus dem Kassettengehäuse herausgezogen und – in Form eines „auf dem Kopf“ stehenden Omegas – um die Köpfe transportiert. Der Umschlingungswinkel beträgt dabei in der Regel 90°. Dadurch wird der Ton in endlichen Segmenten, die deutlich länger sind, als das Band breit ist, aufgezeichnet und gelesen. Die tatsächliche Bandtransportgeschwindigkeit beträgt 0,815 cm pro Sekunde (im Gegensatz zu 4,75 cm/s bei der Compact Cassette). Durch die mit 2000/min rotierende Kopftrommel (üblicherweise mit 30 mm Durchmesser) wird jedoch eine relative Bandgeschwindigkeit von 313 cm/s erreicht.
Pro Minute benötigt die Aufzeichnung knapp einen halben Meter Bandmaterial. Bei Standard-Bandgeschwindigkeit sind je nach Bandlänge Spielzeiten von 15 bis 180 Minuten möglich. Von der Verwendung von Bändern mit mehr als 60 Metern Länge als auch von der Verwendung von DDS-Bändern (Digital Data Storage) für Audiozwecke raten die Hersteller ab, auch wenn dadurch mit DDS-5-Bändern bis zu 11,5 Stunden ununterbrochene Aufzeichnung im Longplay-Modus möglich sind. Aufnahmen mit doppelter Abtastfrequenz (96 kHz) hingegen halbieren die Spielzeit. Die Kassette wird nur in einer Richtung bespielt.
Abspiel- und Aufnahmegeräte („DAT-Recorder“) waren ursprünglich für drei Abtastraten von 32, 44,1 und 48 kHz ausgelegt, konnten mit 44,1 kHz aber (künstlich beschränkt) nur analog aufnehmen. Nachdem sich Ende 1989 die US-amerikanischen und europäischen Musikkonzerne und die japanischen Elektronikhersteller darauf geeinigt hatten, den Kopierschutz von DAT zu lockern, wurden Ende 1990 in Deutschland Geräte der zweiten Generation angeboten, die auch bei einer Abtastrate von 44,1 kHz eine digitale Aufnahme ermöglichten, um eine digitale 1:1-Kopie einer CD herzustellen. Solche Geräte mussten jedoch in Europa und den USA mit dem Kopierschutz Serial Copy Management System (SCMS) ausgestattet sein und erlaubten nur ein einmaliges Überspielen von CD auf DAT. Die Kopie eines DAT zu einem anderen DAT war weiterhin ausgeschlossen. Weitere Abtastfrequenzen sind je nach Ausstattung 32 kHz, womit auch Longplay-Aufnahmen möglich sind (Verdoppelung der Spielzeit bei einer Verringerung der Bitauflösung von 16 auf 12 Bit mit nichtäquidistanter Quantisierung) sowie 96 kHz für hochwertige Heim- und Studiogeräte. Longplay- und „High resolution“-Aufnahmen sind jedoch nicht mit jedem Gerät kompatibel. Die Einführung und folgenden mehrfachen Änderungen des Kopierschutzes waren durch Befürchtungen der Musikindustrie begründet, dass durch die Möglichkeit digitaler verlustfreier Kopien der Markt für CDs einbrechen würde.
Die Unsicherheit darüber, ob nicht in Kürze andere, weniger kopier-beschränkte DAT-Rekorder auf den Markt kommen würden, ließ viele potenzielle Käufer angesichts der anfangs hohen Preise mit dem Kauf abwarten. Dadurch wurden jedoch auch keine hohen Stückzahlen erreicht, durch die der Preis hätte sinken können. Dies wird als einer der Gründe angesehen, warum DAT nie über ein Nischendasein hinauskam.
1990 gab es mit dem DATman Sony TCD-D3 auch einen transportablen DAT-Recorder. Er wog 450 g und hatte eine Batterielaufzeit von bis zu 2 Stunden. 1991 wurde er in Deutschland für rund 1500 DM (Entspricht heute etwa 1.475 Euro) angeboten.

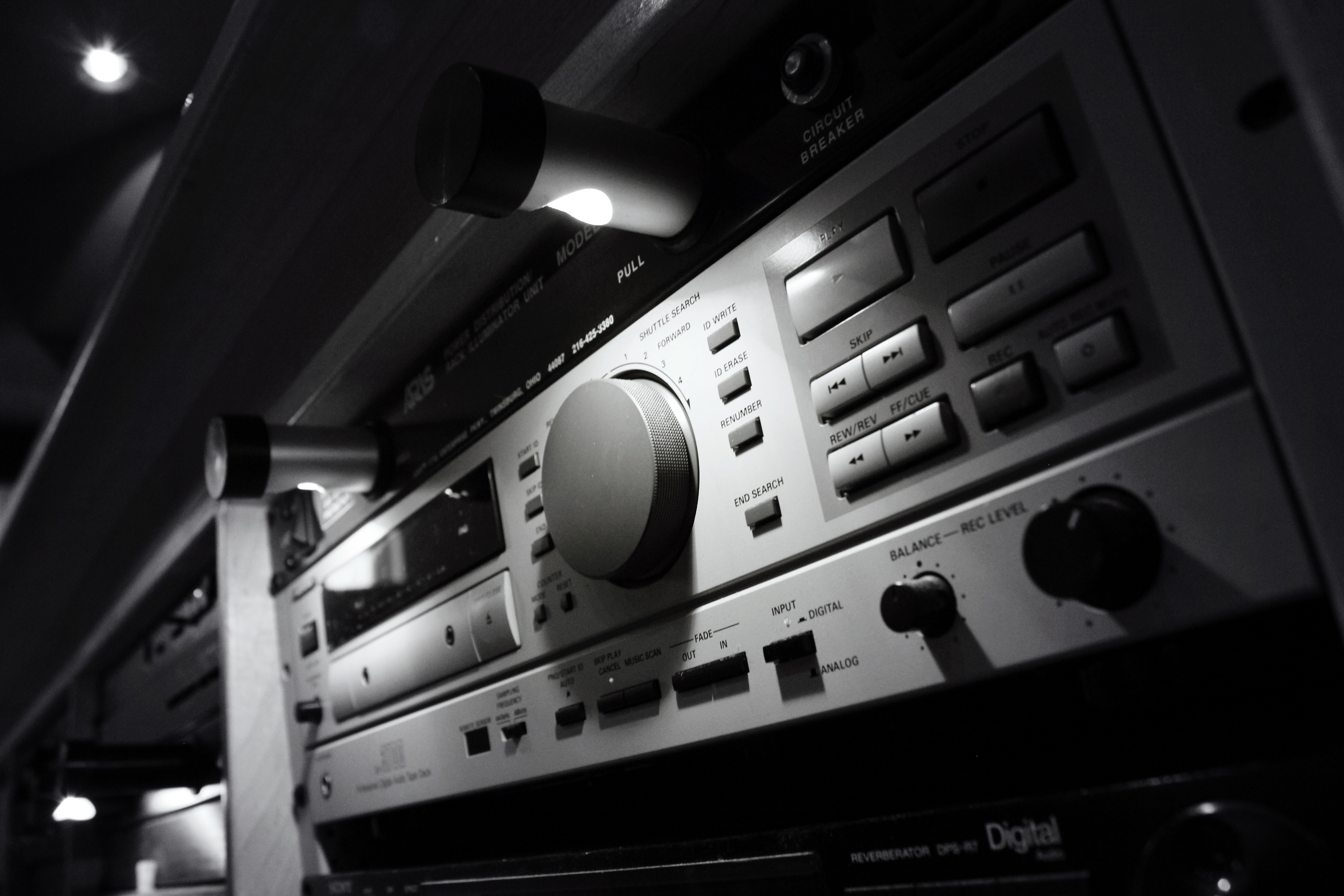
Studio-DAT-Rekorder

Im Studiobereich gibt es auch Geräte, die mit einer Auflösung von 24 Bit arbeiten. Sie verfügen meist über Schnittfähigkeit, Timecode und professionelle XLR-Anschlüsse anstelle der bei Home-Hifi üblichen RCA-Verbindungen (auch als Cinch bezeichnet), wodurch sie nur bedingt in Anlagen abseits eines Studios integrierbar sind. Auch werden dort AES/EBU-Digitalverbindungen verwendet. Viele Studiogeräte erlauben das Setzen und Löschen der SCMS-Bits und eine Anzeige der Lesefehler. Diese liegen normalerweise im Bereich von 0–50 Fehlern pro Sekunde; laut einem Handbuch von Panasonic sind Werte unter 300 normal. Bei höheren Werten ist entweder der Kopf verschmutzt, verschlissen oder aber die Bandführung verstellt. Bei den verwandten DDS-Geräten wird eine Kopftrommellebensdauer von 100.000 bis 200.000 Stunden (10 bis 20 Jahre im Dauerbetrieb) angegeben, demnach sollte die Kopftrommel ein ganzes Geräteleben lang halten.

## Geschichte

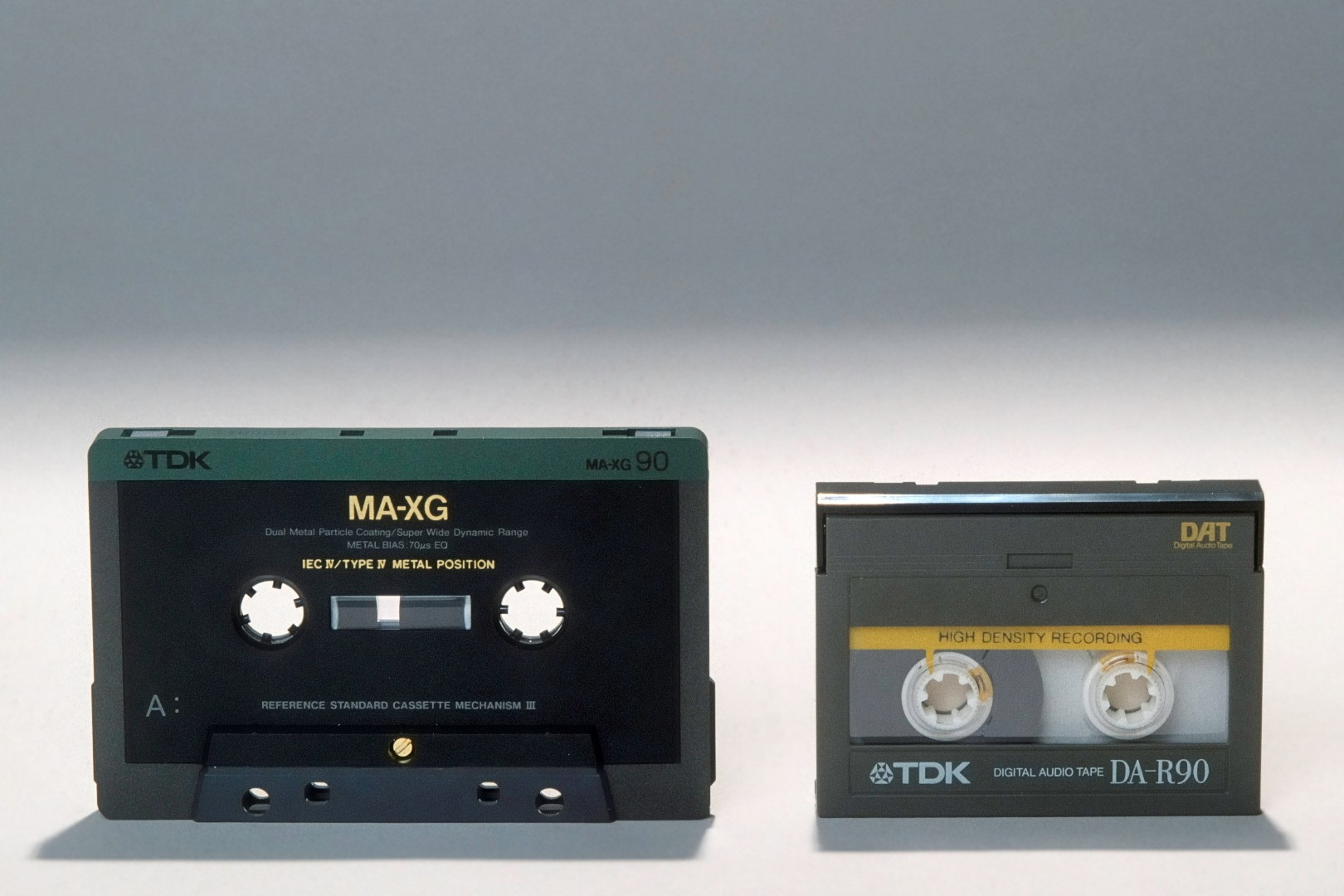
DAT sollte der digitale Nachfolger der weitverbreiteten analogen Kompaktkassette (links) werden, konnte sich aber am Markt nicht durchsetzen.

Die internationale DAT-Konferenz beriet 1983 über ein digitales Aufzeichnungssystem mit dem Anspruch einer langfristigen Ablösung der Compact Cassette. In zwei konkurrierenden Arbeitsgruppen wurden die Konzepte für S-DAT (stationärer Vielspur-Tonkopf) und R-DAT (rotierender Tonkopf, wie beim Videorecorder) entwickelt. 1985 empfahl die DAT-Konferenz R-DAT trotz seiner komplizierten Mechanik als das sofort realisierbare System. S-DAT stellte zwar eine interessante Alternative dar, die Herstellung der Vielspur-Tonköpfe war jedoch technologisch noch nicht beherrschbar. Immerhin blieb damit dem Kunden ein Systemkrieg der Formate erspart. Erst 1993 erreichte das von Philips entwickelte S-DAT-System DCC (Digital Compact Cassette) Marktreife.

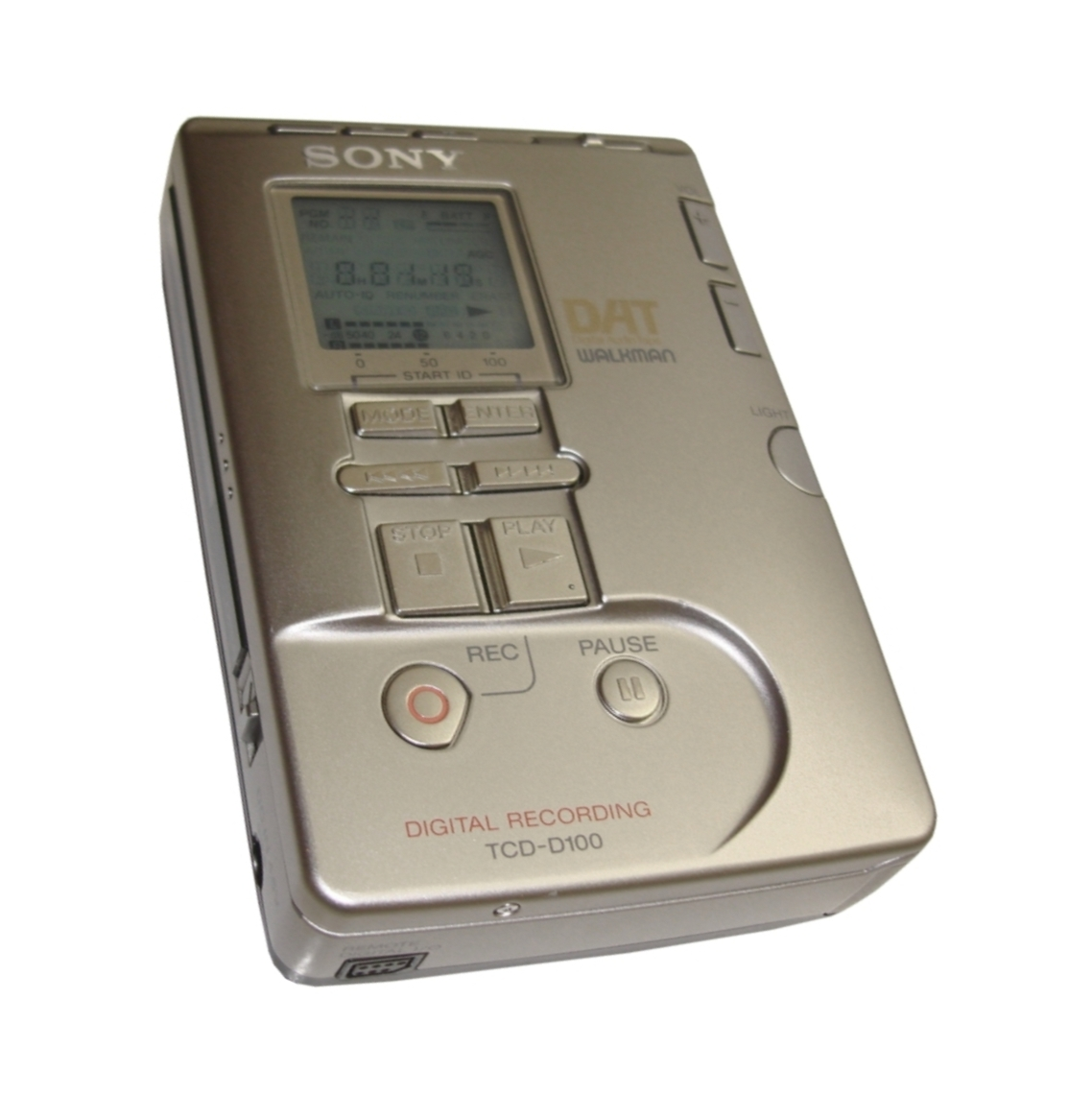
DAT-Walkman von Sony, etwa 1998

Eine Zeitlang wurde eine kleine Auswahl an bespielten DAT-Kassetten im Einzelhandel angeboten. Eine Auswahl der kommerziell veröffentlichten DAT-Kassetten, als Tonträger für Musik von aktuellen Künstlern aus dieser Zeit, kann heute in der Datenbank Discogs recherchiert werden. Durch das aufwendige Duplizieren wie auch durch den integrierten Kopierschutz erreichten vorbespielte DAT-Bänder jedoch keine Marktbedeutung. Das Format wurde von der International Federation of the Phonographic Industry aus Angst vor Piraterie bekämpft. Man drohte den potenziellen DAT-Importeuren in den USA mit Millionenklagen. Die DAT-Konferenz schrieb daher die Verwendung eines doppelten Kopierschutzes (blockierendes Copy-Bit beim Versuch digitaler Überspielung und völlige Aufnahmesperre bei der CD-Samplingrate von 44,1 kHz) vor, obwohl das schon zuvor als Grund für einen möglichen Rückschlag für die Formateinführung erkannt worden war. Bereits 1986 serienreif, blieben die DAT-Geräte auf Druck der Musikindustrie vorerst in der Schublade. In Deutschland konnte man erst Ende 1987 die ersten Geräte im Handel erwerben – eingeschränkt um die Möglichkeit einer digitalen Aufzeichnung von CD. Die Einigung auf das Kopierschutzsystem SCMS im Jahre 1989, das die einmalige digitale Kopie erlaubte, markierte eine Wende und machte DAT endlich funktional, dennoch kosteten die Geräte im Sommer 1989 noch rund 3.500 DM und eine DAT-Kassette 50 DM. Ab 1990 brachten immer mehr Hersteller DAT-Rekorder auf den Markt. Kurz darauf, 1992, war die 1.000-DM-Grenze für DAT-Geräte in Deutschland unterschritten. Durchgesetzt hatte sich das Format im professionellen Bereich, wo es z. B. von Rundfunkanstalten und der Schallplattenindustrie für den Programmaustausch und zur Archivierung genutzt wurde.
Bei den dort eingesetzten Profi-DAT-Geräten wird das Audio-Signal auch digital per AES/EBU ausgegeben; dort ist der SCMS nicht enthalten und direkte digitale Kopien sind möglich. Die Anschaffung eines CD-Players mit AES/EBU-Ausgang und eines DAT-Recorders mit AES/EBU-Eingang lagen jedoch damals weit über den Kaufpreisen zahlreicher bespielter CDs, sodass es sich einfach nicht lohnte, diesen Weg für zahlreiche reine digitale Kopien zu gehen.
Konkurrenz erhielt DAT 1991 von der japanischen MD (MiniDisc) und bald darauf durch das DCC-Format, die Digital Compact Cassette. Das führte zu Verunsicherung bei potenziellen Käufern. Die Einführung des CD-Rekorders für Heimanwender im Jahr 1995, die serienmäßige Ausstattung von Personal Computern mit CD-Brennern sowie der in Relation immer noch hohe Kaufpreis von DAT-Rekordern läuteten das Ende von DAT im Consumer-Bereich ein. In Studios und im professionellen Bereich konnte sich DAT allerdings gut etablieren, so bietet es auch heute noch die Vorteile einer langen Spielzeit (von bis zu 11,5 Stunden bei der Verwendung einer DDS-5 (DAT72) Kassette im Longplay-Modus), eine unkomprimierte und verlustfreie, hochwertige Aufzeichnung und nicht zuletzt die Möglichkeit zum Bau kompakter mobiler DAT-Rekorder.
Dank seiner Zuverlässigkeit wurde DAT von HP auch als Basis für das DDS-Format zur Datensicherung verwendet. DDS fand daraufhin schnell seinen Platz als PC-Datensicherungssystem mit einer Speicherkapazität von bis zu 160 GB pro Band. DDS-Kassetten bis einschließlich DDS-5 (DAT72) können in der Regel auch in herkömmlichen DAT-Audiorekordern verwendet werden. Heute werden keine neuen Laufwerke mehr entwickelt oder produziert.